# Еґене ван Росбрук
Еґене ван Росбрук (13 травня 1928 — 28 березня 2018) — бельгійський велогонщик.
Олімпійський чемпіон 1948 року в командній шосейній гонці.